# جان فایندلی پیترز
جان فایندلی پیترز (انگلیسی: John F. Peters; ۱۱ سپتامبر ۱۸۸۴ – ۳۱ اکتبر ۱۹۶۹) یک دانشمند اهل ایالات متحده آمریکا بود.
وی همچنین برندهٔ جوایزی همچون مدال ادیسون انجمن مهندسان برق و الکترونیک شده است.